# Bellator 157
Bellator 157: Dynamite 2 foi realizado no dia 24 de junho de 2016, no Scottrade Center, em St. Louis, Missouri. O evento foi transmitido ao vivo, em horário nobre, na Spike TV.
Background
O evento será encabeçado por uma luta em peso casado, entre o ex-Campeão Meio-Pesado do UFC, Quinton Jackson, e o japonês medalhista de ouro olímpico, Satoshi Ishii. Jackson vinha de uma temporada bem sucedida de três lutas com o Bellator MMA - dois nocautes contra Joey Beltran e Christian M'Pumbu, além de uma vitória por decisão unânime contra Muhammed Lawal - antes de voltar ao UFC, onde ele derrotou Fábio Maldonado por decisão unânime, no UFC 186. Depois de enfrentar Maldonado, a liquidação do contrato trouxe Jackson de volta ao Bellator MMA. Medalhista olímpico de ouro em 2008 no judô, Ishii começou sua carreira no MMA em dezembro de 2009, e competiu contra lutadores como Fedor Emelianenko, Mirko Cro Cop, Jérôme Le Banner e Tim Sylvia.
No co-main event, o ex-Campeão Peso Leve do Bellator, Michael Chandler, enfrenta o brasileiro Patricky Freire, valendo o Cinturão Peso Leve do Bellator que, atualmente, não possui nenhum detentor.
"Bellator Kickboxing: St. Louis" vai ao ar logo após o "Bellator: Dynamite 2", ao vivo e gratuitamente pela Spike TV, às 23 horas.

## Card Oficial
Nota 1 Pelo Cinturão Peso Leve Vago do Bellator.

## Ligações Externas
1. ↑  Nota 1